# Cupid vs. Art
Cupid vs. Art è un cortometraggio muto del 1918 diretto da Vin Moore.

## Produzione
Il film fu prodotto dalla Century Film.

## Distribuzione
Distribuito dall'Universal Film Manufacturing Company, il film - un cortometraggio in due bobine - uscì nelle sale cinematografiche USA l'11 settembre 1918.